# Kanadas herrlandslag i landhockey
Kanadas herrlandslag i landhockey (engelska: Canada men's national field hockey team) representerar Kanada i landhockey på herrsidan. Laget vann turneringen vid panamerikanska spelen 1983, 1987, 1999 och panamerikanska spelen 2007.

### Fotnoter
1. ↑  ”Pan American Games - Final Standings” (på engelska). Panamhockey. Arkiverad från originalet den 2 december 2018. https://web.archive.org/web/20181202101847/http://www.panamhockey.org/en/panamgames. Läst 26 juli 2015.